# Lenis
Als eine Lenis (lat. sanft, leise) wird ein mit schwachem Druck und ungespannten (entspannten) Artikulationsorganen gebildeter Laut bezeichnet – beispielsweise b und w.
Zur genaueren Erläuterung siehe unter dem Begriff Fortis (stark, kräftig, energisch), womit der Gegensatz einer Lenis bezeichnet wird.

## Beispiel Verschlusslaute
[⁠b⁠] und [⁠p⁠] sind verwandte Verschlusslaute, deren Artikulation und Aussprache sich vor allem in der Anspannung der Lippen unterscheidet, aber auch an den Halsmuskeln.
Die zu [⁠b⁠] zugehörige Fortis ist [⁠p⁠], 

die zu [⁠p⁠] zugehörige Lenis ist  [⁠b⁠].

## Spiritus lenis
Als der Lenis (oder Spiritus lenis) wird das Fehlen des H-Anlautes im Altgriechischen bezeichnet. Bezeichnet wird er mit dem Zeichen ᾽ (im Griechischen mit „umgekehrtem kleinen hochgestelltem c“).
Sein Gegensatz ist der Spiritus asper (Zeichen ῾ bzw. „kleines hochgestelltes c“) – bei einem H-Anlaut am beginnenden Vokal eines altgriechischen Wortes.
Spiritus lenis hat aber mit der Unterscheidung von Fortis und Lenis nichts gemein.

## Lenisieren
Das Wort lenisieren (lat.) bedeutet dementsprechend: „weich, stimmhaft werden“, vgl. Lenisierung. 

Das Lenisieren eines Konsonanten entspricht also seinem „weicher werden“.